# 程纲
程纲（？—？），安徽休宁人，是一名清朝政治人物。
程纲曾于1732年接替金秉柞任南汇县知县一职，1733年由钦连接任。